# 泡花树
泡花树（学名：Meliosma cuneifolia）为清风藤科泡花树属下的一个种。